# Estación Atlántida
Estación Atlántida es un barrio de la ciudad de Atlántida,  perteneciente al municipio homónimo.

## Geografía
La localidad se ubica sobre la ruta 11 en su km 164, en el cruce con la línea de ferrocarril hacia Rocha, junto a la antigua estación de trenes homónima y a dos kilómetros y medio al norte de la ciudad de Atlántida.

## Población
Según el censo de 2023 la localidad contaba con una población de 2 397 habitantes.
| 1 659         | 1 843 | 2 007 | 2 297 | 2 358 | 2 274 | 2 397 |
| (Fuente: INE) |       |       |       |       |       |       |

## Atractivos
En la localidad se destaca la Iglesia de Cristo Obrero y Nuestra Señora de Lourdes, la cual fue diseñada por el ingeniero Eladio Dieste en 1952 y construida entre marzo de 1958 y julio de 1960. Se ubica en el km 164 de la ruta 11. Se trata de una construcción de paredes onduladas, realizada completamente de ladrillos a la vista, sin columnas ni vigas, tiene además  una torre de 15 metros de altura con paredes caladas. En su interior existe un Cristo tallado en madera el cual fue realizado por el escultor Eduardo Díaz Yepes, y un altar de bloque de granito verde en bruto. Esta construcción forma parte del patrimonio histórico nacional.
En julio de 2021 la obra de esta iglesia fue nombrada Patrimonio de la humanidad por la UNESCO.